# Kanton Montret
Kanton Montret (francouzsky Canton de Montret) je francouzský kanton v departementu Saône-et-Loire v regionu Burgundsko. Tvoří ho devět obcí.

## Obce kantonu
- La Frette
- Juif
- Montret
- Saint-André-en-Bresse
- Saint-Étienne-en-Bresse
- Saint-Vincent-en-Bresse
- Savigny-sur-Seille
- Simard
- Vérissey